# Ocean Drive (Duke Dumont)
Ocean Drive è un singolo del DJ e produttore inglese Duke Dumont, pubblicato nel 2015. Al brano ha partecipato, come vocalist non accreditato, Boy Matthews. Esso è estratto dall'EP Blasé Boys Club Part 1.

## Video musicale
Il video musicale è stato girato a Los Angeles e pubblicato il 15 settembre 2015.

## Tracce
1. Ocean Drive – 3:25